# ماكس كلارك (لاعب اتحاد الرغبي)
ماكس كلارك (بالإنجليزية: Max Clark)‏ هو لاعب اتحاد الرغبي بريطاني، ولد في 3 أكتوبر 1995 في بريدجند ‏ في المملكة المتحدة.